# Czechy na Zimowych Igrzyskach Olimpijskich 2018
Czechy na Zimowych Igrzyskach Olimpijskich 2018 – występ kadry sportowców reprezentujących Czechy na igrzyskach olimpijskich w Pjongczangu w 2018 roku. Reprezentację stanowiło 96 zawodników – 68 mężczyzn i 28 kobiet. Był to siódmy start reprezentacji Czech na zimowych igrzyskach olimpijskich

## Statystyki według dyscyplin
| Lp.     | Dyscyplina            | Mężczyźni | Kobiety | Łącznie |
| ------- | --------------------- | --------- | ------- | ------- |
| 1       | Biathlon              | 5         | 6       | 11      |
| 2       | Biegi narciarskie     | 5         | 5       | 10      |
| 3       | Bobsleje              | 9         | -       | 9       |
| 4       | Hokej na lodzie       | 25        | -       | 25      |
| 5       | Kombinacja norweska   | 4         | -       | 4       |
| 6       | Łyżwiarstwo figurowe  | 3         | 2       | 5       |
| 7       | Łyżwiarstwo szybkie   | -         | 3       | 3       |
| 8       | Narciarstwo alpejskie | 4         | 5       | 9       |
| 9       | Narciarstwo dowolne   | -         | 1       | 1       |
| 10      | Saneczkarstwo         | 5         | 1       | 6       |
| 11      | Short track           | -         | 1       | 1       |
| 12      | Skoki narciarskie     | 5         | -       | 5       |
| 13      | Snowboarding          | 2         | 5       | 7       |
| Łącznie | Łącznie               | 28        | 68      | 96      |

## Zdobyte medale
| Medal  | Zawodnik          | Dyscyplina            | Konkurencja              | Rezultat | Data      |
| ------ | ----------------- | --------------------- | ------------------------ | -------- | --------- |
| Złoto  | Ester Ledecká     | Snowboarding          | slalom równoległy kobiet |          | 24 lutego |
| Złoto  | Ester Ledecká     | Narciarstwo alpejskie | supergigant kobiet       | 1:21,11  | 17 lutego |
| Srebro | Michal Krčmář     | Biathlon              | sprint mężczyzn          | 23:43,2  | 11 lutego |
| Srebro | Martina Sáblíková | Łyżwiarstwo szybkie   | 5000 m kobiet            | 6:51,85  | 16 lutego |
| Brąz   | Veronika Vítková  | Biathlon              | sprint kobiet            | 21:32,0  | 10 lutego |
| Brąz   | Karolína Erbanová | Łyżwiarstwo szybkie   | 500 m kobiet             | 37,34 s  | 18 lutego |
| Brąz   | Eva Samková       | Snowboarding          | cross kobiet             |          | 16 lutego |

## Skład kadry

### Biathlon
| Zawodnik                                                           | Konkurencja                  | Czas      | Kary | Pozycja | Źródło |
| ------------------------------------------------------------------ | ---------------------------- | --------- | ---- | ------- | ------ |
| Michal Krčmář                                                      | Sprint mężczyzn              | 23:43,2   | 0    | srebro  | [ 1 ]  |
| Ondřej Moravec                                                     | Sprint mężczyzn              | 24:46,7   | 1    | 29.     | [ 1 ]  |
| Michal Šlesingr                                                    | Sprint mężczyzn              | 26:06,0   | 4    | 69.     | [ 1 ]  |
| Adam Václavík                                                      | Sprint mężczyzn              | 26:15,4   | 4    | 73.     | [ 1 ]  |
| Michal Krčmář                                                      | Bieg pościgowy mężczyzn      | 36:41,6   | 7    | 30.     | [ 2 ]  |
| Ondřej Moravec                                                     | Bieg pościgowy mężczyzn      | 38:45,9   | 8    | 51.     | [ 2 ]  |
| Michal Krčmář                                                      | Bieg indywidualny            | 49:19,3   | 1    | 7.      | [ 3 ]  |
| Ondřej Moravec                                                     | Bieg indywidualny            | 49:56,9   | 1    | 12.     | [ 3 ]  |
| Michal Šlesingr                                                    | Bieg indywidualny            | 52:35,5   | 4    | 45.     | [ 3 ]  |
| Adam Václavík                                                      | Bieg indywidualny            | 54:31,7   | 6    | 67.     | [ 3 ]  |
| Ondřej Moravec                                                     | bieg ze startu wspólnego (m) | 36:23,6   | 1    | 11.     | [ 4 ]  |
| Michal Krčmář                                                      | bieg ze startu wspólnego (m) | 38:09,9   | 5    | 26.     | [ 4 ]  |
| Ondřej Moravec Michal Šlesingr Jaroslav Soukup Michal Krčmář       | Sztafeta 4 × 7,5 km (m)      | 1:19:23,6 | 2    | 7.      | [ 5 ]  |
| Veronika Vítková                                                   | Sprint kobiet                | 21:32,0   | 1    | brąz    | [ 6 ]  |
| Markéta Davidová                                                   | Sprint kobiet                | 22:03,3   | 1    | 15.     | [ 6 ]  |
| Jessica Jislová                                                    | Sprint kobiet                | 22:29,1   | 1    | 23.     | [ 6 ]  |
| Eva Puskarčíková                                                   | Sprint kobiet                | 23:19,8   | 3    | 43.     | [ 6 ]  |
| Veronika Vítková                                                   | bieg pościgowy kobiet        | 32:12,6   | 3    | 7.      | [ 7 ]  |
| Jessica Jislová                                                    | bieg pościgowy kobiet        | 33:24,3   | 3    | 23.     | [ 7 ]  |
| Markéta Davidová                                                   | bieg pościgowy kobiet        | 33:29,8   | 6    | 25.     | [ 7 ]  |
| Eva Puskarčíková                                                   | bieg pościgowy kobiet        | 33:53,8   | 3    | 32.     | [ 7 ]  |
| Veronika Vítková                                                   | Bieg indywidualny            | 44:31,5   | 3    | 18.     | [ 8 ]  |
| Eva Puskarčíková                                                   | Bieg indywidualny            | 46:22,0   | 3    | 44.     | [ 8 ]  |
| Markéta Davidová                                                   | Bieg indywidualny            | 47:06,7   | 5    | 57.     | [ 8 ]  |
| Jessica Jislová                                                    | Bieg indywidualny            | 49:00,6   | 5    | 72.     | [ 8 ]  |
| Markéta Davidová                                                   | bieg masowy kobiet           | 37:23,8   | 3    | 18.     | [ 9 ]  |
| Veronika Vítková                                                   | bieg masowy kobiet           | 36:57,8   | 1    | 14.     | [ 9 ]  |
| Eva Puskarčíková Jessica Jislová Markéta Davidová Veronika Vítková | Sztafeta 4 × 6 km            | 1:13:59,7 | 4    | 12.     | [ 10 ] |
| Veronika Vítková Markéta Davidová Ondřej Moravecr Michal Krčmář    | sztafeta mieszana            | 1:10:13,6 | 0    | 8.      | [ 11 ] |

### Biegi narciarskie
Mężczyźni
| Zawodnik                                      | Konkurencja        | Eliminacje | Eliminacje | Ćwierćfinał | Ćwierćfinał | Półfinał | Półfinał | Finał     | Finał   | Źródło |
| Zawodnik                                      | Konkurencja        | czas       | Pozycja    | czas        | Pozycja     | czas     | Pozycja  | czas      | Pozycja | Źródło |
| --------------------------------------------- | ------------------ | ---------- | ---------- | ----------- | ----------- | -------- | -------- | --------- | ------- | ------ |
| Martin Jakš                                   | Bieg na 15 km      | N/A        | N/A        | N/A         | N/A         | N/A      | N/A      | 35:05,2   | 16.     | [ 12 ] |
| Petr Knop                                     | Bieg na 15 km      | N/A        | N/A        | N/A         | N/A         | N/A      | N/A      | 35:35,5   | 24.     | [ 12 ] |
| Aleš Razým                                    | Bieg na 15 km      | N/A        | N/A        | N/A         | N/A         | N/A      | N/A      | 35:59,0   | 30.     | [ 12 ] |
| Michal Novák                                  | Bieg na 15 km      | N/A        | N/A        | N/A         | N/A         | N/A      | N/A      | 36:42,4   | .       | [ 12 ] |
| Martin Jakš                                   | Bieg na 30 km      | N/A        | N/A        | N/A         | N/A         | N/A      | N/A      | 1:16:53,8 | 9.      | [ 13 ] |
| Petr Knop                                     | Bieg na 30 km      | N/A        | N/A        | N/A         | N/A         | N/A      | N/A      | 1:20:12,1 | 38.     | [ 13 ] |
| Aleš Razým                                    | Bieg na 30 km      | N/A        | N/A        | N/A         | N/A         | N/A      | N/A      | 1:23:33,8 | 55.     | [ 13 ] |
| Martin Jakš                                   | Bieg na 50 km      | N/A        | N/A        | N/A         | N/A         | N/A      | N/A      | 2:12:32,6 | 8.      | [ 14 ] |
| Aleš Razým                                    | Bieg na 50 km      | N/A        | N/A        | N/A         | N/A         | N/A      | N/A      | 2:22:06,8 | 41.     | [ 14 ] |
| Petr Knop                                     | Bieg na 50 km      | N/A        | N/A        | N/A         | N/A         | N/A      | N/A      | 2:29:20,9 | 55.     | [ 14 ] |
| Miroslav Rypl                                 | Bieg na 50 km      | N/A        | N/A        | N/A         | N/A         | N/A      | N/A      | DNF       | DNF     | [ 14 ] |
| Aleš Razým                                    | Sprint             | 3:21,05    | 43.        | NQ          | NQ          | NQ       | NQ       | NQ        | NQ      | [ 15 ] |
| Miroslav Rypl                                 | Sprint             | 3:27,46    | 58.        | NQ          | NQ          | NQ       | NQ       | NQ        | NQ      | [ 15 ] |
| Michal Novák                                  | Sprint             | 3:28,33    | 60.        | NQ          | NQ          | NQ       | NQ       | NQ        | NQ      | [ 15 ] |
| Martin Jakš Aleš Razým                        | Sprint drużynowy   | N/A        | N/A        | N/A         | N/A         | 16:08,78 | 5.       | 16:24,83  | 7.      | [ 16 ] |
| Aleš Razým Martin Jakš Petr Knop Michal Novák | Sztafeta 4 × 10 km | N/A        | N/A        | N/A         | N/A         | N/A      | N/A      | 1:37:23,0 | 10.     | [ 17 ] |

Kobiety
| Zawodnik                                                               | Konkurencja       | Eliminacje | Eliminacje | Ćwierćfinał | Ćwierćfinał | Półfinał | Półfinał | Finał     | Finał   | Źródło        |
| Zawodnik                                                               | Konkurencja       | czas       | Pozycja    | czas        | Pozycja     | czas     | Pozycja  | czas      | Pozycja | Źródło        |
| ---------------------------------------------------------------------- | ----------------- | ---------- | ---------- | ----------- | ----------- | -------- | -------- | --------- | ------- | ------------- |
| Petra Nováková                                                         | Bieg na 10 km     | N/A        | N/A        | N/A         | N/A         | N/A      | N/A      | 27:33,8   | 28.     | [ 18 ]        |
| Kateřina Beroušková                                                    | Bieg na 10 km     | N/A        | N/A        | N/A         | N/A         | N/A      | N/A      | 28:14,4   | 45.     | [ 18 ]        |
| Barbora Havlíčková                                                     | Bieg na 10 km     | N/A        | N/A        | N/A         | N/A         | N/A      | N/A      | 29:00,7   | 59.     | [ 18 ]        |
| Petra Hynčicová                                                        | Bieg na 10 km     | N/A        | N/A        | N/A         | N/A         | N/A      | N/A      | 29:09,9   | 60.     | [ 18 ]        |
| Petra Nováková                                                         | Bieg na 15 km     | N/A        | N/A        | N/A         | N/A         | N/A      | N/A      | 43:55,6   | 28.     | [ 19 ]        |
| Kateřina Beroušková                                                    | Bieg na 15 km     | N/A        | N/A        | N/A         | N/A         | N/A      | N/A      | 44:32,7   | 38.     | [ 19 ]        |
| Barbora Havlíčková                                                     | Bieg na 15 km     | N/A        | N/A        | N/A         | N/A         | N/A      | N/A      | 45:12,1   | 43.     | [ 19 ]        |
| Petra Hynčicová                                                        | Bieg na 15 km     | N/A        | N/A        | N/A         | N/A         | N/A      | N/A      | 45:42,4   | 47.     | [ 19 ]        |
| Kateřina Beroušková                                                    | Bieg na 30 km     | N/A        | N/A        | N/A         | N/A         | N/A      | N/A      | 1:31:41,4 | 23.     | [ 20 ]        |
| Petra Hynčicová                                                        | Bieg na 30 km     | N/A        | N/A        | N/A         | N/A         | N/A      | N/A      | 1:39:14,7 | 39.     | [ 20 ]        |
| Kateřina Beroušková                                                    | Sprint            | 3:20,09    | 23.        | 3:27,43     | 6.          | NQ       | NQ       | NQ        | NQ      | [ 21 ] [ 22 ] |
| Karolína Grohová                                                       | Sprint            | 3:30,91    | 43.        | NQ          | NQ          | NQ       | NQ       | NQ        | NQ      | [ 21 ] [ 22 ] |
| Petra Hynčicová                                                        | Sprint            | 3:32,03    | 45.        | NQ          | NQ          | NQ       | NQ       | NQ        | NQ      | [ 21 ] [ 22 ] |
| Kateřina Beroušková Petra Nováková                                     | Sprint drużynowy  | N/A        | N/A        | N/A         | N/A         | 16:53,06 | 5.       | NQ        | NQ      | [ 23 ]        |
| Kateřina Beroušková Karolína Grohová Petra Nováková Barbora Havlíčková | Sztafeta 4 × 5 km | N/A        | N/A        | N/A         | N/A         | N/A      | N/A      | 55:17,1   | 11.     | [ 24 ]        |

### Bobsleje
| Zawodnicy                                                | Konkurencja     | Ślizg 1 | Ślizg 1 | Ślizg 2 | Ślizg 2 | Ślizg 3 | Ślizg 3 | Ślizg 4 | Ślizg 4 | Łącznie | Pozycja | Źródło                             |
| Zawodnicy                                                | Konkurencja     | Czas    | Miejsce | Czas    | Miejsce | Czas    | Miejsce | Czas    | Miejsce | Łącznie | Pozycja | Źródło                             |
| -------------------------------------------------------- | --------------- | ------- | ------- | ------- | ------- | ------- | ------- | ------- | ------- | ------- | ------- | ---------------------------------- |
| Dominik Dvořák Jakub Nosek                               | Dwójki mężczyzn | 49,70   | 15.     | 49,63   | 14.     | 49,67   | 17.     | 49,86   | 19.     | 3:18,86 | 17.     | [ 25 ]                             |
| Jan Vrba Jakub Havlín                                    | Dwójki mężczyzn | 49,93   | 23.     | 50,07   | 22.     | 49,86   | 21.     | NQ      | NQ      | 2:29,86 | 23.     | [ 25 ]                             |
| Dominik Dvořák Jaroslav Kopřiva Jan Šindelář Jakub Nosek | Czwórki         | 49,07   | 11.     | 49,97   | 26.     | 50,05   | 25.     | NQ      | NQ      | 2:29,09 | 21.     | [ 26 ] [ 27 ] [ 28 ] [ 29 ] [ 30 ] |
| Jan Vrba Dominik Suchý David Egydy Jan Stokláska         | Czwórki         | 49,73   | 23.     | 49,81   | 21.     | 50,05   | 25.     | NQ      | NQ      | 2:29,59 | 24.     | [ 26 ] [ 27 ] [ 28 ] [ 29 ] [ 30 ] |

### Hokej na lodzie
Turniej mężczyzn
Reprezentacja mężczyzn
| - Patrik Bartošák - Pavel Francouz - Dominik Furch - Michal Jordán - Jan Kolář - Tomáš Kundrátek - Vojtěch Mozík - Jakub Nakládal - Ondřej Němec - Adam Polášek - Ondřej Vitásek - Michal Birner - Roman Červenka |  | - Martin Erat - Dominik Kubalík - Roman Horák - Petr Koukal - Jan Kovář - Tomáš Mertl - Lukáš Radil - Michal Řepík - Martin Růžička - Jiří Sekáč - Michal Vondrka - Tomáš Zohorna |

| Drużyna | Konkurencja | Faza grupowa         | Faza grupowa     | Faza grupowa     | Faza grupowa | Runda kwalifikacyjna | Ćwierćfinały          | Półfinały                 | Finał            | Pozycja | Źródło |
| Drużyna | Konkurencja | Przeciwnik Wynik     | Przeciwnik Wynik | Przeciwnik Wynik | Pozycja      | Przeciwnik Wynik     | Przeciwnik Wynik      | Przeciwnik Wynik          | Przeciwnik Wynik | Pozycja | Źródło |
| ------- | ----------- | -------------------- | ---------------- | ---------------- | ------------ | -------------------- | --------------------- | ------------------------- | ---------------- | ------- | ------ |
| Czechy  | mężczyźni   | Korea Południowa 2:1 | Kanada 3:2       | Szwajcaria 4:1   | 1.           | N/A                  | Stany Zjednoczone 3:2 | Olimpijczycy rosyjscy 0:3 | Kanada 4:6       | 4.      | [ 31 ] |

### Kombinacja norweska
| Zawodnik                                               | Konkurencja             | Skoki narciarskie       | Skoki narciarskie     | Skoki narciarskie | Skoki narciarskie | Bieg narciarski                 | Bieg narciarski | Bieg narciarski | Strata   | Pozycja | Źródło        |
| Zawodnik                                               | Konkurencja             | Odległość               | Nota                  | Pozycja           | Strata czasowa    | Czas biegu                      | Pozycja         | Czas łączny     | Strata   | Pozycja | Źródło        |
| ------------------------------------------------------ | ----------------------- | ----------------------- | --------------------- | ----------------- | ----------------- | ------------------------------- | --------------- | --------------- | -------- | ------- | ------------- |
| Ondřej Pažout                                          | skocznia normalna/10 km | 97,5                    | 95,8                  | 22.               | + 2:19            | 25:46,8                         | 37.             | 28:05,8         | + 3:14,4 | 34.     | [ 32 ] [ 33 ] |
| Miroslav Dvořák                                        | skocznia normalna/10 km | 95,5                    | 89,3                  | 28.               | + 2:43            | 24:40,4                         | 14.             | 27:23,4         | + 2:32,0 | 21.     | [ 32 ] [ 33 ] |
| Tomáš Portyk                                           | skocznia normalna/10 km | 89,5                    | 89,3                  | 29.               | + 2:45            | 24:46,8                         | 17.             | 27:31,4         | + 2:40,0 | 24.     | [ 32 ] [ 33 ] |
| Lukáš Daněk                                            | skocznia normalna/10 km | DSQ                     | DSQ                   | DSQ               | DSQ               | DSQ                             | DSQ             | DSQ             | DSQ      | DSQ     | [ 32 ] [ 33 ] |
| Tomáš Portyk                                           | skocznia duża/10 km     | 120,5                   | 111,5                 | 18.               | + 1:50            | 24:04,9                         | 19.             | 25:54,9         | + 2:02,4 | 19.     | [ 34 ] [ 35 ] |
| Ondřej Pažout                                          | skocznia duża/10 km     | 124,5                   | 105,2                 | 26.               | + 2:15            | 25:32,4                         | 41.             | 27:47,4         | + 3:54,9 | 37.     | [ 34 ] [ 35 ] |
| Miroslav Dvořák                                        | skocznia duża/10 km     | 119,5                   | 99,9                  | 29.               | + 2:36            | 24:23,3                         | 29.             | 26:59,3         | + 3:06,8 | 26.     | [ 34 ] [ 35 ] |
| Lukáš Daněk                                            | skocznia duża/10 km     | 114,0                   | 78,7                  | 44.               | + 4:01            | 26:36,1                         | 46.             | 30:37,1         | + 6:44,6 | 46.     | [ 34 ] [ 35 ] |
| Ondřej Pažout Miroslav Dvořák Lukáš Daněk Tomáš Portyk | Drużynowo               | 123,0 120,5 119,5 131,0 | 100,1 88,0 81,5 112,6 | 6.                | + 1:56            | 12:08,1 12:12,2 12:08,1 11:41,5 | 8.              | 50:07,1         | + 3:57,3 | 7.      | [ 36 ] [ 37 ] |

### Łyżwiarstwo figurowe
| Zawodnik                        | Konkurencja   | Program krótki | Program krótki | Program dowolny | Program dowolny | Łączna nota | Pozycja | Źródło               |
| Zawodnik                        | Konkurencja   | Nota           | Pozycja        | Nota            | Pozycja         | Łączna nota | Pozycja | Źródło               |
| ------------------------------- | ------------- | -------------- | -------------- | --------------- | --------------- | ----------- | ------- | -------------------- |
| Michal Březina                  | soliści       | 85,15          | 9.             | 160,92          | 18.             | 246,07      | 16.     | [ 38 ] [ 39 ] [ 40 ] |
| Anna Dušková Martin Bidar       | pary sportowe | 63,25          | 15.            | 123,08          | 14.             | 186,33      | 14.     | [ 41 ] [ 42 ] [ 43 ] |
| Cortney Mansourova Michal Češka | Pary taneczne | 53,53          | 23.            | NQ              | NQ              | 53,53       | 23.     | [ 44 ] [ 45 ] [ 46 ] |

### Łyżwiarstwo szybkie
| Zawodnik          | Konkurencja   | Czas    | Miejsce | Źródło |
| ----------------- | ------------- | ------- | ------- | ------ |
| Karolína Erbanová | 500 m kobiet  | 37,34   | brąz    | [ 47 ] |
| Karolína Erbanová | 1000 m kobiet | 1:14,95 | 7.      | [ 48 ] |
| Nikola Zdráhalová | 1000 m kobiet | 1:16,43 | 19.     | [ 48 ] |
| Nikola Zdráhalová | 1500 m kobiet | 1:58,03 | 11.     | [ 49 ] |
| Nikola Zdráhalová | 3000 m kobiet | 4:11,36 | 15.     | [ 50 ] |
| Martina Sáblíková | 3000 m kobiet | 4:00,54 | 4.      | [ 50 ] |
| Martina Sáblíková | 5000 m kobiet | 6:51,85 | srebro  | [ 51 ] |

| Zawodnik          | Konkurencja        | Ćwierćfinał | Ćwierćfinał | Półfinał   | Półfinał | Finał      | Finał   | Pozycja | Źródło |
| Zawodnik          | Konkurencja        | Przeciwnik  | Czas        | Przeciwnik | Czas     | Przeciwnik | Czas    | Pozycja | Źródło |
| ----------------- | ------------------ | ----------- | ----------- | ---------- | -------- | ---------- | ------- | ------- | ------ |
| Nikola Zdráhalová | bieg masowy kobiet | N/A         | N/A         | -          | 8:32,22  | -          | 8:41,35 | 8.      | [ 52 ] |

### Narciarstwo alpejskie
| Zawodnik            | Konkurencja         | 1 przejazd | 1 przejazd | 2 przejazd | 2 przejazd | Łącznie | Łącznie | Źródło |
| Zawodnik            | Konkurencja         | Czas       | Pozycja    | Czas       | Pozycja    | Czas    | Pozycja | Źródło |
| ------------------- | ------------------- | ---------- | ---------- | ---------- | ---------- | ------- | ------- | ------ |
| Filip Forejtek      | zjazd (m)           | N/A        | N/A        | N/A        | N/A        | 1:44,79 | 38.     | [ 53 ] |
| Jan Hudec           | zjazd (m)           | N/A        | N/A        | N/A        | N/A        | 1:46,42 | 45.     | [ 53 ] |
| Jan Zabystřan       | zjazd (m)           | N/A        | N/A        | N/A        | N/A        | 1:46,60 | 46.     | [ 53 ] |
| Ondřej Berndt       | zjazd (m)           | N/A        | N/A        | N/A        | N/A        | DNS     | DNS     | [ 53 ] |
| Filip Forejtek      | supergigant (m)     | N/A        | N/A        | N/A        | N/A        | 1:28,06 | 34.     | [ 54 ] |
| Ondřej Berndt       | supergigant (m)     | N/A        | N/A        | N/A        | N/A        | 1:28,30 | 35.     | [ 54 ] |
| Jan Zabystřan       | supergigant (m)     | N/A        | N/A        | N/A        | N/A        | 1:29,68 | 40.     | [ 54 ] |
| Jan Hudec           | supergigant (m)     | N/A        | N/A        | N/A        | N/A        | DNF     | DNF     | [ 54 ] |
| Filip Forejtek      | slalom gigant (m)   | 1:12,91    | 36.        | 1:13,16    | 32.        | 2:26,07 | 31.     | [ 55 ] |
| Ondřej Berndt       | slalom gigant (m)   | DNF        | DNF        | DNF        | DNF        | DNF     | DNF     | [ 55 ] |
| Adam Kotzmann       | slalom gigant (m)   | DNF        | DNF        | DNF        | DNF        | DNF     | DNF     | [ 55 ] |
| Jan Zabystřan       | slalom gigant (m)   | DNF        | DNF        | DNF        | DNF        | DNF     | DNF     | [ 55 ] |
| Ondřej Berndt       | slalom (m)          | DNF        | DNF        | DNF        | DNF        | DNF     | DNF     | [ 56 ] |
| Filip Forejtek      | slalom (m)          | DNF        | DNF        | DNF        | DNF        | DNF     | DNF     | [ 56 ] |
| Jan Zabystřan       | slalom (m)          | DNF        | DNF        | DNF        | DNF        | DNF     | DNF     | [ 56 ] |
| Adam Kotzmann       | slalom (m)          | DNF        | DNF        | DNF        | DNF        | DNF     | DNF     | [ 56 ] |
| Ondřej Berndt       | superkombinacja (m) | 1:21,81    | 34.        | 48,10      | 10.        | 2:09,91 | 16.     | [ 57 ] |
| Jan Zabystřan       | superkombinacja (m) | 1:23,65    | 54.        | DNF        | DNF        | DNF     | DNF     | [ 57 ] |
| Filip Forejtek      | superkombinacja (m) | 1:22,56    | 45.        | DNF        | DNF        | DNF     | DNF     | [ 57 ] |
| Kateřina Pauláthová | zjazd (k)           | N/A        | N/A        | N/A        | N/A        | 1:44,69 | 26.     | [ 58 ] |
| Ester Ledecká       | supergigant (k)     | N/A        | N/A        | N/A        | N/A        | 1:21,11 | złoto   | [ 59 ] |
| Kateřina Pauláthová | supergigant (k)     | N/A        | N/A        | N/A        | N/A        | 1:24,48 | 33.     | [ 59 ] |
| Ester Ledecká       | slalom gigant (k)   | 1:14,62    | 29.        | 1:10,07    | 16.        | 2:24,69 | 23.     | [ 60 ] |
| Gabriela Capová     | slalom gigant (k)   | 1:15,80    | 34.        | 1:11,62    | 27.        | 2:27,42 | 29.     | [ 60 ] |
| Kateřina Pauláthová | slalom gigant (k)   | DNF        | DNF        | DNF        | DNF        | DNF     | DNF     | [ 60 ] |
| Martina Dubovská    | slalom gigant (k)   | DNF        | DNF        | DNF        | DNF        | DNF     | DNF     | [ 60 ] |
| Martina Dubovská    | slalom (k)          | 52,90      | 32.        | 51,87      | 29.        | 1:44,77 | 29.     | [ 61 ] |
| Gabriela Capová     | slalom (k)          | 52,96      | 33.        | DNF        | DNF        | DNF     | DNF     | [ 61 ] |
| Kateřina Pauláthová | superbombinacja (k) | 1:44,83    | 20.        | 44,26      | 17.        | 2:29,09 | 17.     | [ 62 ] |

| Zawodnik                                                                                        | Konkurencja | 1/8 finału       | Ćwierćfinał      | Półfinał         | Finał            | Źródło |
| Zawodnik                                                                                        | Konkurencja | Przeciwnik Wynik | Przeciwnik Wynik | Przeciwnik Wynik | Przeciwnik Wynik | Źródło |
| ----------------------------------------------------------------------------------------------- | ----------- | ---------------- | ---------------- | ---------------- | ---------------- | ------ |
| Gabriela Capová Martina Dubovská Kateřina Pauláthová Ondřej Berndt Filip Forejtek Jan Zabystřan | drużynowo   | Włochy · p (1:3) | NQ               | NQ               | NQ               | [ 63 ] |

### Narciarstwo dowolne
Skicross
| Zawodnicy      | Konkurencja     | Rozstawienie | Rozstawienie | 1/8 finału | Ćwierćfinał | Półfinał | Finał   | Finał   | Źródło |
| Zawodnicy      | Konkurencja     | Czas         | Miejsce      | Pozycja    | Pozycja     | Pozycja  | Pozycja | Miejsce | Źródło |
| -------------- | --------------- | ------------ | ------------ | ---------- | ----------- | -------- | ------- | ------- | ------ |
| Nikol Kučerová | skicross kobiet | 1:15,61      | 13.          | 2.         | 4.          | NQ       | NQ      | NQ      | [ 64 ] |

### Saneczkarstwo
Mężczyźni
| Zawodnik                     | Konkurencja | Ślizg 1 | Ślizg 1 | Ślizg 2 | Ślizg 2 | Ślizg 3 | Ślizg 3 | Ślizg 4 | Ślizg 4 | Łącznie  | Pozycja | Źródło |
| Zawodnik                     | Konkurencja | Czas    | Pozycja | Czas    | Pozycja | Czas    | Pozycja | Czas    | Pozycja | Łącznie  | Pozycja | Źródło |
| ---------------------------- | ----------- | ------- | ------- | ------- | ------- | ------- | ------- | ------- | ------- | -------- | ------- | ------ |
| Ondřej Hyman                 | Jedynki     | 48,324  | 30.     | 48,276  | 20.     | 18,313  | 25.     | NQ      | NQ      | 2:24,913 | 21.     | [ 65 ] |
| Lukáš Brož Antonín Brož      | Dwójki      | 46,570  | 12.     | 48,528  | 16.     | N/A     | N/A     | N/A     | N/A     | 1:33,152 | 13.     | [ 66 ] |
| Matěj Kvíčala Jaromír Kudera | Dwójki      | 46,818  | 16.     | 46,910  | 18.     | N/A     | N/A     | N/A     | N/A     | 1:33,728 | 18.     | [ 66 ] |

Kobiety
| Zawodnik       | Konkurencja | Ślizg 1 | Ślizg 1 | Ślizg 2 | Ślizg 2 | Ślizg 3 | Ślizg 3 | Ślizg 4 | Ślizg 4 | Łącznie  | Pozycja | Źródło |
| Zawodnik       | Konkurencja | Czas    | Pozycja | Czas    | Pozycja | Czas    | Pozycja | Czas    | Pozycja | Łącznie  | Pozycja | Źródło |
| -------------- | ----------- | ------- | ------- | ------- | ------- | ------- | ------- | ------- | ------- | -------- | ------- | ------ |
| Tereza Nosková | Jedynki     | 47,813  | 26.     | 48,132  | 27.     | 47,921  | 27.     | NQ      | NQ      | 2:23,866 | 26.     | [ 67 ] |

| Zawodnicy                                             | Konkurencja | Czas przejazdu       | Łącznie  | Pozycja | Źródło |
| ----------------------------------------------------- | ----------- | -------------------- | -------- | ------- | ------ |
| Tereza Nosková Ondřej Hyman Lukáš Brož / Antonín Brož | sztafeta    | 48,238 49,178 49,645 | 2:27,061 | 12.     | [ 68 ] |

### Short track
Kobiety
| Zawodniczka        | Konkurencja         | Kwalifikacje | Kwalifikacje | Półfinał | Półfinał | Finał | Finał   | Źródfo |
| Zawodniczka        | Konkurencja         | Czas         | Miejsce      | Czas     | Miejsce  | Czas  | Miejsce |        |
| ------------------ | ------------------- | ------------ | ------------ | -------- | -------- | ----- | ------- | ------ |
| Michaela Sejpalová | Bieg na 1500 metrów | 2:30,012     | 4.           | NQ       | NQ       | NQ    | NQ      | [ 69 ] |

### Skoki narciarskie
Mężczyźni
| Konkurencja                                                  | Skoczek           | Kwalifikacje | Kwalifikacje | Kwalifikacje | Skok 1                  | Skok 1               | Skok 2    | Skok 2 | Nota  | Pozycja | Źródło               |
| Konkurencja                                                  | Skoczek           | odległość    | Nota         | Miejsce      | odległość               | Nota                 | odległość | Nota   | Nota  | Pozycja | Źródło               |
| ------------------------------------------------------------ | ----------------- | ------------ | ------------ | ------------ | ----------------------- | -------------------- | --------- | ------ | ----- | ------- | -------------------- |
| Roman Koudelka                                               | Skocznia normalna | 97,5         | 114,5        | 24.          | 98,0                    | 103,5                | 103,0     | 105,7  | 209,2 | 25.     | [ 70 ] [ 71 ] [ 72 ] |
| Viktor Polášek                                               | Skocznia normalna | 88,0         | 90,1         | 47.          | 92,0                    | 81,9                 | NQ        | NQ     | 81,9  | 44.     | [ 70 ] [ 71 ] [ 72 ] |
| Vojtěch Štursa                                               | Skocznia normalna | 83,5         | 81,5         | 53.          | NQ                      | NQ                   | NQ        | NQ     | NQ    | NQ      | [ 70 ] [ 71 ] [ 72 ] |
| Čestmír Kožíšek                                              | Skocznia normalna | 81,0         | 80,6         | 54.          | NQ                      | NQ                   | NQ        | NQ     | NQ    | NQ      | [ 70 ] [ 71 ] [ 72 ] |
| Čestmír Kožíšek                                              | Skocznia duża     | 132,5        | 104          | 23.          | 124,5                   | 112,0                | 113,0     | 93,1   | 205,1 | 28.     | [ 73 ] [ 74 ] [ 75 ] |
| Roman Koudelka                                               | Skocznia duża     | 116,5        | 81,9         | 41.          | 125,5                   | 115,9                | 122,0     | 107,1  | 223,0 | 25.     | [ 73 ] [ 74 ] [ 75 ] |
| Viktor Polášek                                               | Skocznia duża     | 110,5        | 77,1         | 45.          | 116,5                   | 94,4                 | NQ        | NQ     | 94,4  | 44.     | [ 73 ] [ 74 ] [ 75 ] |
| Lukáš Hlava                                                  | Skocznia duża     | 106,5        | 62,2         | 52.          | NQ                      | NQ                   | NQ        | NQ     | NQ    | NQ      | [ 73 ] [ 74 ] [ 75 ] |
| Viktor Polášek Vojtěch Štursa Čestmír Kožíšek Roman Koudelka | Konkurs drużynowy | N/A          | N/A          | N/A          | 116,0 107,0 111,5 124,0 | 95,7 78,3 84,6 111,5 | NQ        | NQ     | 370,1 | 10.     | [ 76 ]               |

### Snowboarding
Big Air
| Zawodnik           | Konkurencja | Kwalifikacje | Kwalifikacje | Kwalifikacje | Kwalifikacje | Finał      | Finał      | Finał      | Finał | Finał   | Źródło        |
| Zawodnik           | Konkurencja | Przejazd 1   | Przejazd 2   | wynik        | Miejsce      | Przejazd 1 | Przejazd 2 | Przejazd 3 | wynik | Pozycja | Źródło        |
| ------------------ | ----------- | ------------ | ------------ | ------------ | ------------ | ---------- | ---------- | ---------- | ----- | ------- | ------------- |
| Petr Horák         | mężczyźni   | DNS          | DNS          | DNS          | DNS          | DNS        | DNS        | DNS        | DNS   | DNS     | [ 77 ] [ 78 ] |
| Šárka Pančochová   | kobiety     | 65,50        | 30,00        | 65,00        | 19.          | NQ         | NQ         | NQ         | NQ    | NQ      | [ 79 ]        |
| Kateřina Vojáčková | kobiety     | 19,00        | 10,50        | 19,00        | 26.          | NQ         | NQ         | NQ         | NQ    | NQ      | [ 79 ]        |

| Zawodnik         | Konkurencja         | Kwalifikacje | Kwalifikacje | Kwalifikacje | Kwalifikacje | Finał   | Finał   | Finał   | Finał | Finał   | Źródło        |
| Zawodnik         | Konkurencja         | Zjazd 1      | Zjazd 2      | Wynik        | Miejsce      | Zjazd 1 | Zjazd 2 | Zjazd 3 | wynik | Pozycja | Źródło        |
| ---------------- | ------------------- | ------------ | ------------ | ------------ | ------------ | ------- | ------- | ------- | ----- | ------- | ------------- |
| Petr Horák       | slopestyle mężczyzn | 41,93        | 39,05        | 41,93        | 15.          | NQ      | NQ      | NQ      | NQ    | NQ      | [ 80 ] [ 81 ] |
| Šárka Pančochová | slopestyle kobiet   | N/A          | N/A          | N/A          | N/A          | 43,46   | 39,18   | N/A     | 43,46 | 16.     | [ 82 ]        |

| Konkurencja       | Zawodnik       | Rozstawienie | Rozstawienie | 1/8 finału | Ćwierćfinał | Półfinał | Finał   | Finał   | Źródło               |
| Konkurencja       | Zawodnik       | Czas         | Miejsce      | Pozycja    | Pozycja     | Pozycja  | Pozycja | Miejsce | Źródło               |
| ----------------- | -------------- | ------------ | ------------ | ---------- | ----------- | -------- | ------- | ------- | -------------------- |
| Jan Kubičík       | cross mężczyzn | 1:15,73      | 32.          | 5.         | NQ          | NQ       | NQ      | NQ      | [ 83 ] [ 84 ] [ 85 ] |
| Eva Samková       | cross kobiet   | 1:16,84      | 1.           | N/A        | 2.          | 1.       | 3.      | brąz    | [ 86 ] [ 87 ] [ 88 ] |
| Vendula Hopjáková | cross kobiet   | DNF          | DNF          | N/A        | DNS         | DNS      | DNS     | DNS     | [ 86 ] [ 87 ] [ 88 ] |

| Zawodnik      | Konkurencja              | Rozstawienie | Rozstawienie | 1/8 finału      | Ćwierćfinał     | Półfinał        | Finał           | Finał   | Źródło |
| Zawodnik      | Konkurencja              | Czas         | Miejsce      | Przeciwnik Czas | Przeciwnik Czas | Przeciwnik Czas | Przeciwnik Czas | Miejsce | Źródło |
| ------------- | ------------------------ | ------------ | ------------ | --------------- | --------------- | --------------- | --------------- | ------- | ------ |
| Ester Ledecká | slalom równoległy kobiet | 1:28,90      | 1.           | Kummer W        | Ulbing W        | Hofmeister W    | Jörg W          | złoto   | [ 89 ] |